# 南陽縣
南阳县，中国旧县名，在今河南省境。
隋朝开皇初年，南阳郡废，以上宛县改为南阳县。唐朝武德三年（620年），以南阳和舂陵郡的上马县置宛州，及云阳、上宛、安固三县。武德八年（625年），宛州废，安固县并入南阳县，属邓州。圣历元年（698年）改武台县，神龙初复故。后邓州曾改南阳郡，仍属之。
明清时属南阳府。民国初年，全国废府，直属河南省。1948年11月4日，驻守南阳县城的国军将领王凌云弃城南逃。随后，中原野战军占领南阳县县城。5日，毛泽东为新华社撰写《中原我军占领南阳》的新闻稿。1949年后，南阳县与县级南阳市同属南阳专区。1952年，南阳市并入，次年，恢复。1960年，南阳县并入南阳市。1961年恢复。1969年，南阳专区改为南阳地区，仍隶之。1994年，南阳地区、南阳县废。其地今属南阳市的宛城区、卧龙区。